# Úklid (Nedrahovice)
Úklid (v místním nářečí Ouklid, německy Auklid) je malá vesnice, část obce Nedrahovice v okrese Příbram ve Středočeském kraji. Nachází se asi dva kilometry severozápadně od Nedrahovic. Je zde evidováno 11 adres. V roce 2011 zde trvale žilo 29 obyvatel.
Úklid leží v katastrálním území Bor u Sedlčan o výměře 3,24 km².

## Historie
První písemná zmínka o vesnici pochází z roku 1366.

## Obyvatelstvo
| Rok            | 1869 | 1880 | 1890 | 1900 | 1910 | 1921 | 1930 | 1950 | 1961 | 1970 | 1980 | 1991 | 2001 | 2011 | 2021 |
| -------------- | ---- | ---- | ---- | ---- | ---- | ---- | ---- | ---- | ---- | ---- | ---- | ---- | ---- | ---- | ---- |
| Počet obyvatel | 53   | 41   | 42   | 47   | 48   | 46   | 48   | 34   | 28   | 29   | 21   | 32   | 36   | 29   | 40   |
| Počet domů     | 6    | 6    | 6    | 6    | 5    | 6    | 9    | 6    | 6    | 7    | 8    | 10   | 10   | 10   | 11   |

## Pamětihodnosti
- V malém parčíku se nalézá kamenná zvonice.
- Poblíž zvoničky je zdobný kříž na vysokém kamenném dříku. V spodní části podstavce je uvedena datace 1880.
- Ve stejném parku se u silnice do vesnice nachází torzo tzv. tisícileté lípy, pod níž podle pověsti kázal Mistr Jan Hus.

## Galerie

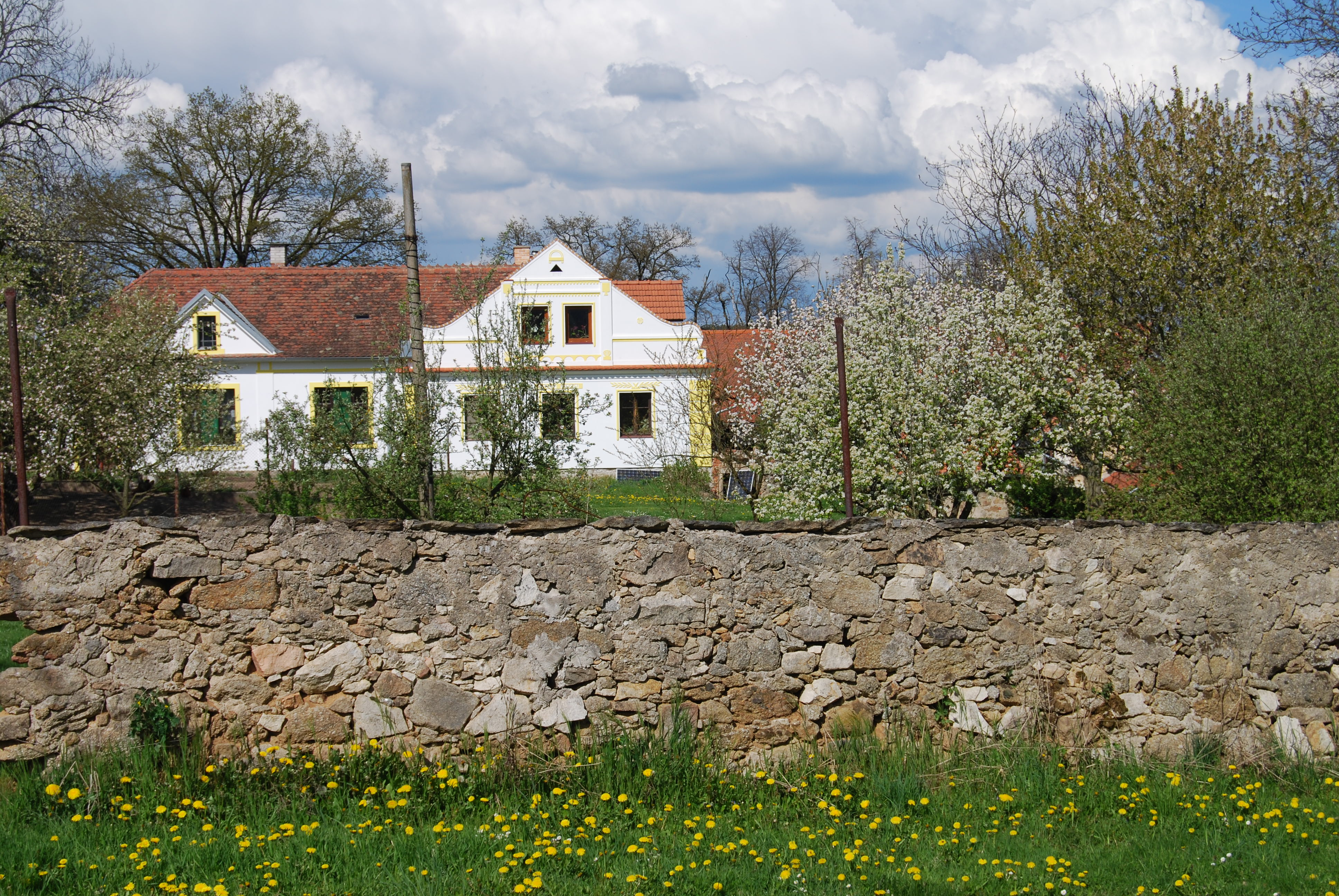
Dům ve vsi
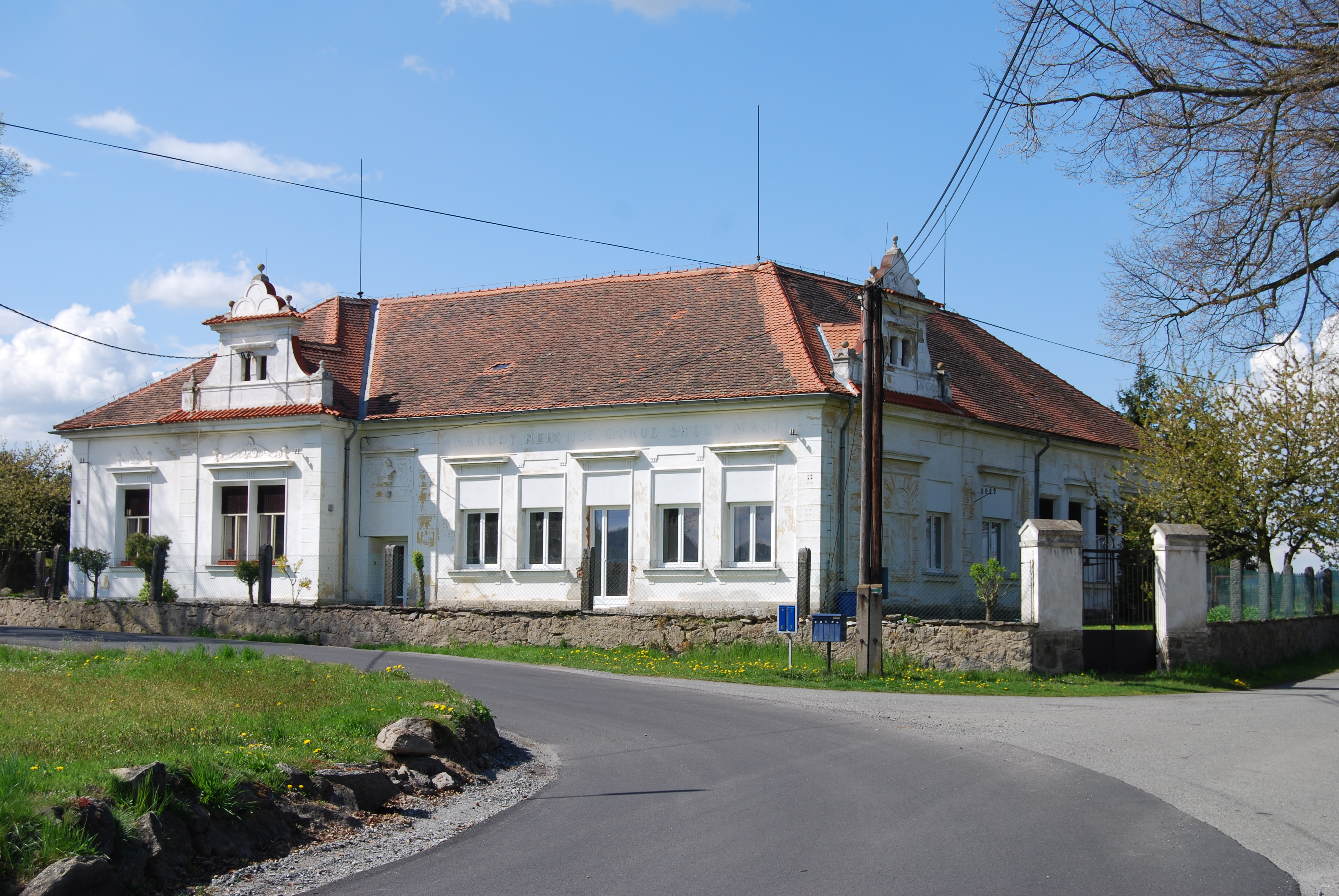
Dům ve vsi
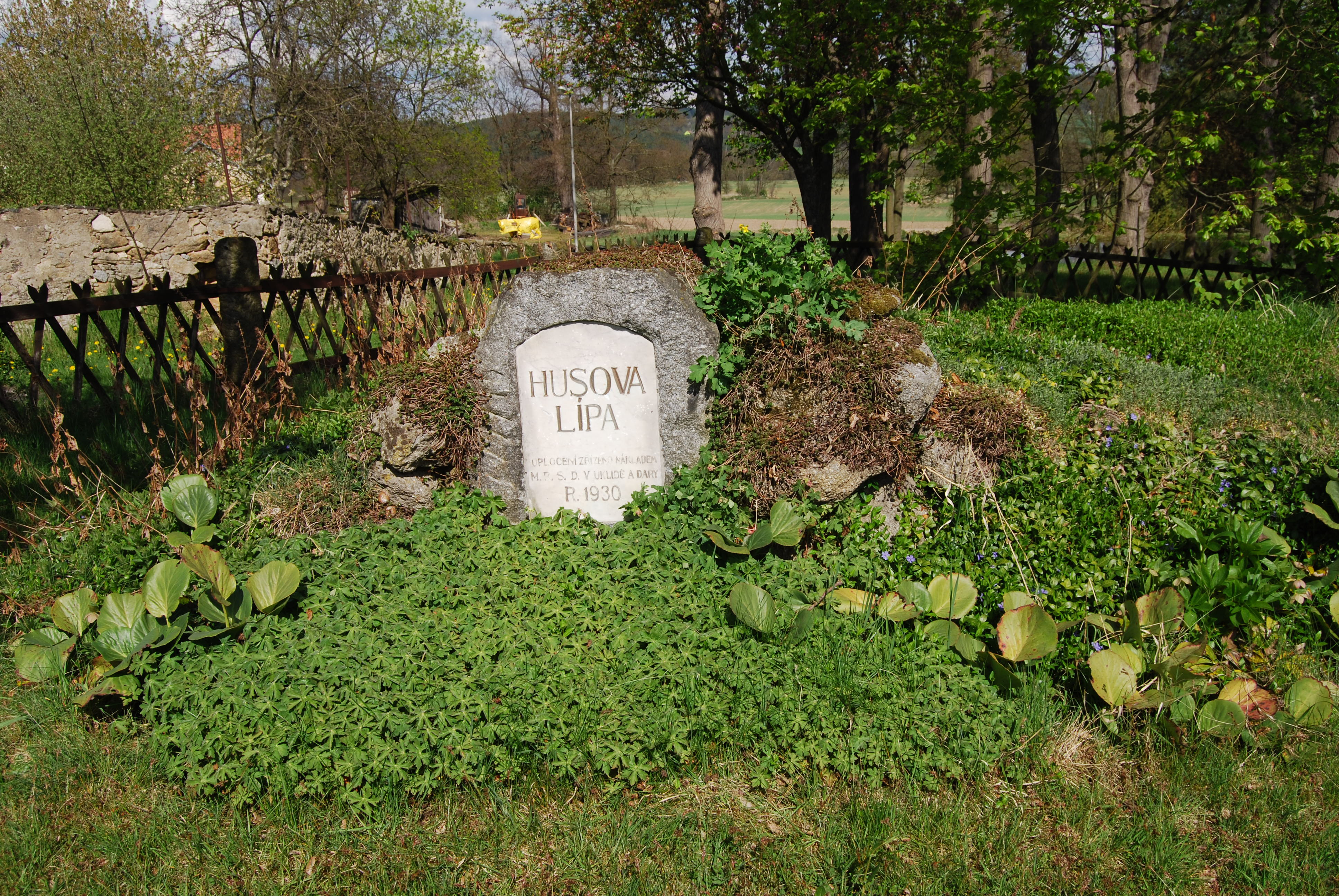
Torzo Husovy lípy
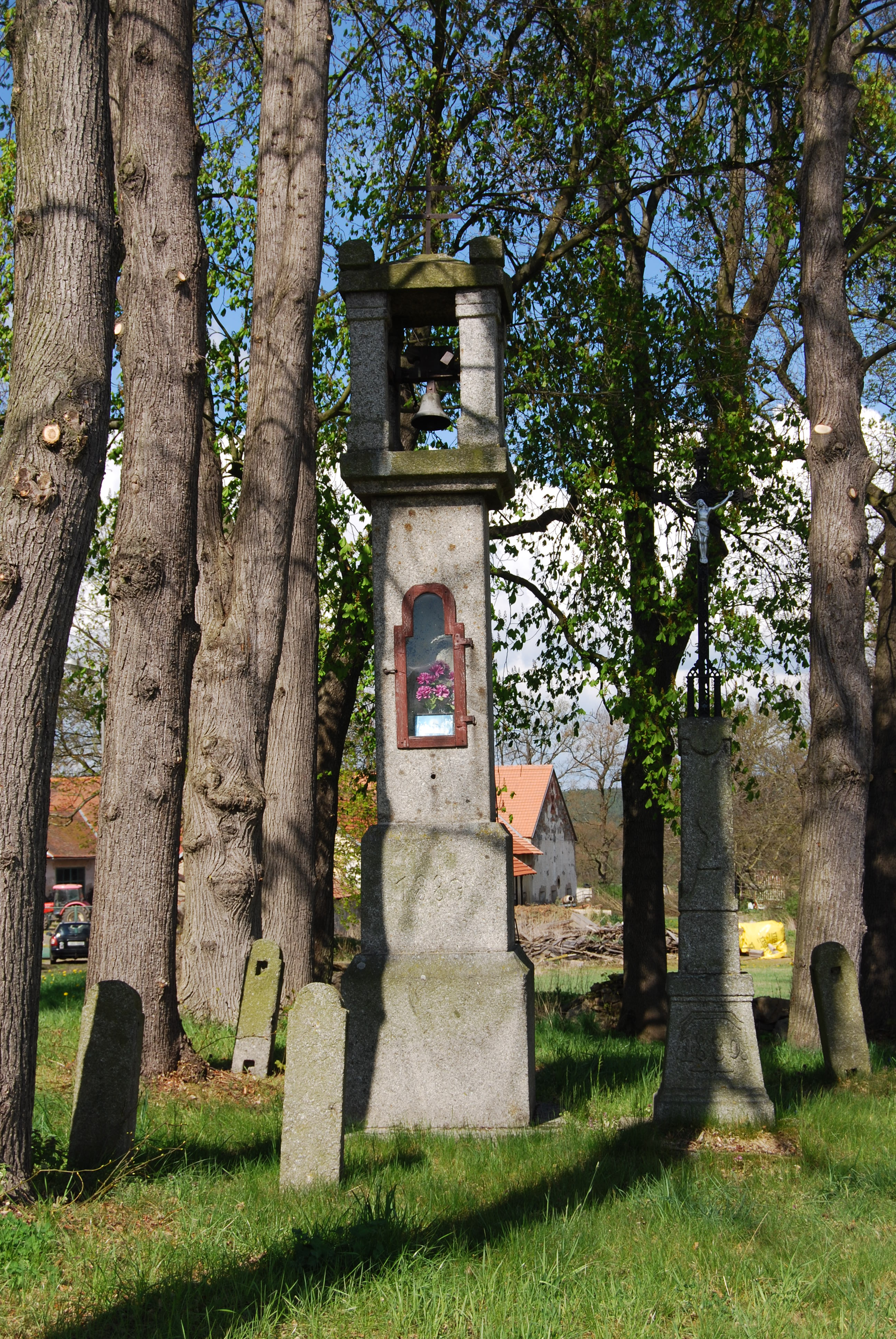
Zvonička s křížem